# Johann Clöben
Johann Clöben (* Anfang des 17. Jahrhunderts in Merken; † unbekannt) war ein spagyrischer Arzt.
Clöben studierte in Löwen (1623) und Douai, erwarb den Doktorgrad und wurde 1637 Leibarzt von Leopold Wilhelm, dem Administrator von Halberstadt, und war Stadtphysikus von Aachen.

## Werke
- Nympha basilica chymico-medica. gedruckt bei Simon Gallus, Straubing 1637. (Universitätsbibliothek Erlangen, Trew X* 374)
- Ricinus Chryso-Bezoardicus. gedruckt bei Simon Haan, Straubing 1637. (Universitätsbibliothek Erlangen, Trew Z* 37)

## Quelle
- Oliver Humberg: Spurensuche: Dr. Johann Clöben aus Merken, Ein spagyrischer Arzt im frühen 17. Jahrhundert. in: Merkener Geschichte. Band V, Düren 2005, S. 9.

| Personendaten    | Personendaten          |
| ---------------- | ---------------------- |
| NAME             | Clöben, Johann         |
| KURZBESCHREIBUNG | spagyrischer Arzt      |
| GEBURTSDATUM     | zwischen 1600 und 1610 |
| GEBURTSORT       | Merken                 |
| STERBEDATUM      | 17. Jahrhundert        |